# 山元勉
山元 勉（やまもと つとむ、1932年8月5日 - 2010年1月4日）は、日本の政治家。衆議院議員（通算4期）。

## 概要
滋賀県出身。滋賀大学卒業後、小学校教師として勤務する傍ら組合活動を行う。その後、専従役員として滋賀県教職員組合委員長等を務める。
1983年、第13回参議院議員通常選挙に日本社会党公認で滋賀県選挙区より立候補するが、自由民主党候補の河本嘉久蔵に大差で敗れ落選。1990年に行われた第39回衆議院議員総選挙に日本社会党公認で旧滋賀県全県区より立候補し当選。以後4期連続当選を果たす。
1996年、旧民主党結党に参加。小選挙区制施行後の1996年の第41回衆議院議員総選挙では滋賀県第1区から立候補。小選挙区では新進党候補の川端達夫に敗れるも比例復活当選。
1998年の院内会派民主友愛太陽国民連合による新民主党結成に伴い川端が民主党に合流したことで、2000年に行われた第42回衆議院議員総選挙では川端に選挙区を譲り、自らは比例近畿ブロックから単独で立候補し、当選を果たした。議員在任中は環境委員長、民主党滋賀県連代表等を務めた。また、国立大学の独立行政法人化反対や民族学校の大学受験資格付与運動の代表として活動した。
2003年の衆議院選挙には立候補せず、政界からの引退を表明した。その後は民主党滋賀県連常任顧問を務める傍ら、林久美子参議院議員の後援会長を務めていた。同年旭日中綬章受章。
2010年1月4日、咽頭がんのため死去。77歳没。叙従四位。

## 政策
- 選択的夫婦別姓制度導入に賛同。